# Simili
Simili  é o décimo segndo álbum de estúdio da cantora e compositora italiana Laura Pausini, lançado em 6 de novembro de 2015, pela Warner Music. Segundo a Warner Itália, até a data de fevereiro de 2017 quando o disco foi indicado ao Grammy Awards, o disco havia cravado 1 milhão de cópias comercializadas pelo mundo.

## Gravação e produção
Quatro anos depois de lançar seu último álbum de inéditas, Inedito (2011), seguida da coletânea comemorativa pelos vinte anos de carreira, que ainda rendeu uma turnê mundial, Laura Pausini anunciou em que havia começado a trabalhar em seu próximo álbum. Em 1 de abril, ela teria entrado no estúdio para começar a compor as canções para o novo trabalho, conforme publicação feita pela própria cantora em seu perfil na rede social Facebook. Em 27 de abril de 2015, Laura anunciou que tinha terminado a fase de composição das canções do novo álbum. Através de um vídeo que seguia em uma postagem no Facebook, ela disse estar animada em começar a produzir o álbum, depois de meses de composição, audição, pesquisa e testes. "A primeira canção do que será um projeto muito importante pra mim", escreveu a cantora, que disse que não poderia revelar muita coisa, apenas dar uma amostra da "atmosfera" do estúdio. Em 14 de maio de 2015, a cantora usou sua conta no Facebook para anunciar o título do novo álbum, e detalhes do mesmo. Em uma publicação em cinco idiomas diferentes, ela revelou o nome do álbum, o motivo pela havia escolhido esse nome e anunciou uma turnê que irá cruzar a Itália de norte a sul. A primeira data da turnê é 4 de junho, em Milão, seguido por 11, em Roma e 18 em Bari.

## Conceito
Durante sua ida ao consulado dos Estados Unidos na Itália, para solicitar o visto de trabalho, uma vez que ela foi convidada a ser jurada da competição musical La Banda, produzida e transmitida pela Univision, Laura Pausini ficou impressionada com o fato de diversas pessoas se identificarem utilizando um método muito comum: suas impressões digitais. Então, ela pensou em uma palavra que pudesse descrever e retratar uma situação como essa, "mesmo diferente, semelhantes", daí surgiu o nome do álbum. Simili, que em português quer dizer "semelhante", foi escolhido pela própria Laura que, em uma publicação em seu perfil na rede social Facebook, justificou que se trata do "que somos, porque expressa exatamente o que sinto quanto penso em nós. Iguais e diferentes, unidos pelo mesmo sonho, os mesmos medos e as mesmas emoções", escreveu. A capa do álbum mostra Laura Pausini deitada sobre o prado verde, com roupas simples, quase como se tentando descobrir um retorno à simplicidade. A parte de trás do álbum exibe quatro crianças deitadas na grama, cada uma com características diferentes, como a presença de tatuagens, olhos oblíquos, diferentes tons de pele, entre outros. A arte do CD é um trevo de quatro folhas.[carece de fontes?]

## Escrita e gravação
A primeira canção anunciada do álbum, "Lato destro del cuore", foi escrita por Biagio Antonacci. Ele também assina outras duas canções: "Tornerò (con calma si vedrà)", que é uma homenagem à música latina e "È a lei che devo l'amore", uma canção de ninar, gravada em dueto com Paolo Carta e a filha do casal, Paola. A música foi escrita para o álbum de Antonacci, Biagio (2015), e era uma canção de amor para uma mulher, mas, ele fez alterações na letra e a dedicou à filha da cantora. 

## Lançamento
A versão padrão do álbum, com quinze faixas em italiano, foi lançada oficialmente em 6 de novembro de 2015. Já a versão em espanhol, com o mesmo número de canções, foi lançada no dia 13 do mesmo mês. No Brasil, o álbum entrou em pré-venda nas plataformas digitais em 19 de outubro, e nas lojas físicas em 1 de novembro de 2015. Simili foi lançado em sessenta países, e cada canção da lista de faixas conta com um videoclipe. Além disso, a Warner Music lançou uma versão em vinil, uma edição limitada para colecionadores, e um DVD do álbum, com um curta-metragem sobre Laura, incluindo uma prévia dos quinze videoclipes. O documentário foi gravado em cinco idiomas, incluindo o português, e mostra quinze mundos diferentes e, ao mesmo tempo, similares, representando cada uma das canções do álbum.

## Divulgação
Em 25 de setembro de 2015, Laura Pausini lançou a primeira canção de trabalho de Simili, "Lato destro del cuore". A canção, escrita por Biagio Antonacci - mesmo compositor de outras canções de Laura, como "Tra te e il mare" -, foi co-produzida por Rik Simpson, vencedor do Grammy. Em 30 de outubro de 2015, durante as gravações da competição La Banda, em Miami, a italiana fez uma transmissão ao vivo através pelo Facebook, onde ela mostrou trechos de todas as canções do álbum. Em 4 de novembro, Laura reuniu oito jornalistas em um edifício na Piazza della Repubblica, em Milão, e fez uma videoconferência de Miami para apresentar Simili, e fazer uma audição do álbum. Em 14 de novembro, o canal de televisão italiano Rai 1, exibiu um especial dedicado ao projeto, intitulado "A Maravilha de sermos Semelhantes" ("La meraviglia di essere simili", em italiano). O programa contou com a participação de Biagio Antonacci, Lorenzo Jovanotti e Giuliano Sangiorgi.

## Lista de faixas
| N.º | Título                                                              | Letras                         | Música                                    | Duração |  |
| 1.  | "Lato destro del cuore"                                             | Biagio Antonacci               | Antonacci                                 | 3:52    |  |
| 2.  | "Simili"                                                            | Laura Pausini Niccolò Agliardi | Agliardi Edwyn Roberts                    | 3:35    |  |
| 3.  | "200 Note"                                                          | Antonio Maiello                | Maiello Lorenzo Vizzini Bisaccia          | 3:58    |  |
| 4.  | "Innamorata"                                                        | Lorenzo Cherubini [ 23 ]       | Jovanotti Riccardo Onori Christian Rigano | 3:20    |  |
| 5.  | "Chiedilo al cielo"                                                 | Pausini Agliardi               | Paolo Carta                               | 3:15    |  |
| 6.  | "Ho creduto a me"                                                   | Agliardi                       | Massimiliano Pelan                        | 3:14    |  |
| 7.  | "Nella porta accanto"                                               | Pausini                        | Massimo de Luca                           | 3:46    |  |
| 8.  | "Il nostro amore quotidiano"                                        | Pausini Agliardi               | Carta                                     | 3:58    |  |
| 9.  | "Tornerò" (Con Calma Si Vedrà)                                      | Antonacci                      | Antonacci                                 | 4:07    |  |
| 10. | "Colpevole"                                                         | Pausini Agliardi               | Pausini Daniel Vuletic                    | 3:36    |  |
| 11. | "Io c'ero" (+ amore x favore)                                       | Pausini                        | Carta L'Aura                              | 2:53    |  |
| 12. | "Sono solo nuvole"                                                  | Giuliano Sangiorgi             | Sangiorgi                                 | 4:12    |  |
| 13. | "Per la musica" (com a participação de membros do fã-clube oficial) | Pausini Agliardi               | Carta                                     | 3:31    |  |
| 14. | "Lo sapevi prima tu"                                                | Pausini Laura Abela            | Simone Bertolotti L'Aura                  | 4:02    |  |
| 15. | "È a lei che devo l'amore" (participação de Paolo e Paola Carta)    | Antonacci                      | Antonacci                                 | 2:53    |  |

| Versão em espanhol |                                 |         |  |
| N.º                | Título                          | Duração |  |
| 1.                 | "Lado Derecho del Corazón"      | 3:53    |  |
| 2.                 | "Similares"                     | 3:36    |  |
| 3.                 | "200 Notas"                     | 3:58    |  |
| 4.                 | "Enamorada"                     | 3:21    |  |
| 5.                 | "Pregúntale al Cielo"           | 3:16    |  |
| 6.                 | "He Creído en Mí"               | 3:14    |  |
| 7.                 | "En La Puerta de al Lado"       | 3:47    |  |
| 8.                 | "Nuestro Amor de Cada Día"      | 3:59    |  |
| 9.                 | "Regresaré" (Con Calma Se Verá) | 4:08    |  |
| 10.                | "Culpable"                      | 3:36    |  |
| 11.                | "Yo Estuve" (+ amor x favor)    | 2:54    |  |
| 12.                | "Solo Nubes"                    | 4:13    |  |
| 13.                | "Es La Música"                  | 3:32    |  |
| 14.                | "Lo Sabías Antes Tu"            | 4:03    |  |
| 15.                | "A Ella le Debo Mi Amor"        | 2:54    |  |

## Paradas e certificações
| Parada (2015/16)                        | Melhor posição |
| --------------------------------------- | -------------- |
| Alemanha (Media Control)                | 58             |
| Argentina (Capif)                       | 13             |
| Bélgica (Ultratop Flanders)             | 7              |
| Bélgica (Ultratop Valônia)              | 39             |
| Croácia (HDU)                           | 3              |
| França (SNEP)                           | 46             |
| Espanha (PROMUSICAE)                    | 7              |
| Estados Unidos (Billboard Latin Pop)    | 3              |
| Estados Unidos (Billboard Latin Albums) | 6              |
| Estados Unidos (Billboard World Albums) | 7              |
| Holanda (MegaCharts)                    | 33             |
| Hungria (MAHASZ)                        | 23             |
| Itália (FIMI)                           | 1              |
| México (AMPROFON Top Album)             | 19             |
| México (AMPROFON Top 20 Español)        | 12             |
| Suíça (Schweizer Hitparade)             | 4              |

| Parada (2015) | Melhor posição |
| ------------- | -------------- |
| Itália (FIMI) | 12             |

| País                                | Certificação | Vendas   |
| ----------------------------------- | ------------ | -------- |
| Brasil (ABPD)                       | Ouro         | 20.000*  |
| Itália (FIMI)                       | 3x Platina   | 150.000* |
| *informação baseada na certificação |              |          |

## Histórico de lançamento
| Região            | Data                   | Versão   | Formato             | Gravadora    | Ref.   |
| ----------------- | ---------------------- | -------- | ------------------- | ------------ | ------ |
| Mundial           | 6 de novembro de 2015  | Italiano | CD Download digital | Warner Music | [ 41 ] |
| Estados Unidos    | 13 de novembro de 2015 | Italiano | CD Download digital | Warner Music | [ 42 ] |
| América hispânica | 13 de novembro de 2015 | Espanhol | CD Download digital | Warner Music | [ 43 ] |